# Seguridad energética y tecnología renovable
Los beneficios ambientales de las tecnologías de energía renovable son ampliamente reconocidos, pero la contribución que pueden hacer a la seguridad energética es menos conocida. Las tecnologías renovables pueden mejorar la seguridad energética en la generación de electricidad, el suministro de calor y el transporte.

## Seguridad energética
El acceso a energía barata se ha vuelto esencial para el funcionamiento de las economías modernas. Sin embargo, la distribución desigual de los suministros de combustibles fósiles entre los países y la necesidad crítica de acceder ampliamente a los recursos energéticos, ha llevado a vulnerabilidades significativas. Las amenazas a la seguridad energética global incluyen la inestabilidad política de los países productores de energía, la manipulación de los suministros de energía, la competencia por las fuentes de energía, los ataques a la infraestructura de suministro, así como los accidentes y desastres naturales. Por lo tanto, la seguridad energética se ha vuelto fundamental desde muchas perspectivas y, por lo tanto, se está convirtiendo cada vez más en el centro de los asuntos legales y de políticas vinculados a los asuntos sociales, económicos y de desarrollo.
Los accidentes nucleares de Fukushima I en Japón han llamado la atención sobre cómo los sistemas nacionales de energía son vulnerables a los desastres naturales, y el cambio climático ya trae más clima y extremos climáticos. Estas amenazas a nuestros viejos sistemas de energía proporcionan una justificación para invertir en energía renovable. El cambio a la energía renovable "puede ayudarnos a cumplir los objetivos duales de reducir las emisiones de gases de efecto invernadero, limitando así los futuros impactos climáticos y climáticos extremos, y garantizar una entrega de energía confiable, oportuna y rentable". Invertir en energía renovable puede tener importantes dividendos para nuestra seguridad energética.

## Transporte
El World Energy Outlook 2006 de la Agencia Internacional de Energía concluye que el aumento de la demanda de petróleo, si no se controla, acentuaría la vulnerabilidad ante una grave interrupción del suministro y los aumentos repentinos de precios en los países consumidores. Los biocombustibles renovables para el transporte representan una fuente clave de diversificación de los productos derivados del petróleo. Los biocombustibles de grano y remolacha en las regiones templadas tienen un papel, pero son relativamente caros y su eficiencia energética y el ahorro de dióxido de carbono varían. Los biocombustibles de la caña de azúcar y otros cultivos tropicales altamente productivos son mucho más competitivos y beneficiosos. Pero todos los biocombustibles de primera generación en última instancia compiten con la producción de alimentos para la tierra, el agua y otros recursos. Se requiere un mayor esfuerzo para desarrollar y comercializar tecnologías de biocombustibles de segunda generación, como las biorrefinerías y etanol celulósico, lo que permite la producción flexible de biocombustibles y productos relacionados a partir de partes no comestibles de la planta.
Según la Agencia Internacional de Energía (AIE), la comercialización de etanol celulósico podría permitir que los combustibles de etanol desempeñen un papel mucho más importante en el futuro de lo que se pensaba anteriormente. El etanol celulósico se puede obtener a partir de materia vegetal compuesta principalmente de fibras de celulosa no comestibles que forman los tallos y las ramas de la mayoría de las plantas. Los cultivos energéticos dedicados, como la hierba de césped, también son fuentes prometedoras de celulosa que pueden producirse en muchas regiones de los Estados Unidos.

## Calefacción
En aquellos países donde la creciente dependencia del gas importado es un problema apremiante de seguridad energética, las tecnologías de energía renovable pueden proporcionar fuentes alternativas de producción de energía eléctrica, así como el desplazamiento de la demanda eléctrica a través de la producción de calor directo. La AIE sugiere que la contribución directa que la energía renovable puede hacer a la calefacción de espacios domésticos o comerciales y al calor de procesos industriales debe examinarse más detenidamente. El calor proveniente de fuentes solares, geotérmicas y bombas de calor es cada vez más económico, pero a menudo se pasa por alto en los programas gubernamentales que promueven la aceptación pública y ofrecen incentivos para la electricidad renovable y la eficiencia energética.
Los sistemas de calefacción solar son una tecnología bien conocida y generalmente consisten en colectores solares térmicos, un sistema de fluido para mover el calor del colector a su punto de uso y un depósito o tanque para el almacenamiento de calor. Los sistemas pueden usarse para calentar agua caliente doméstica, piscinas o casas y negocios. El calor también se puede utilizar para aplicaciones de procesos industriales o como entrada de energía para otros usos, como equipos de refrigeración. En muchos climas más cálidos, un sistema de calefacción solar puede proporcionar un porcentaje muy alto (50 a 75%) de energía de agua caliente doméstica. 

## Generación eléctrica
A medida que la red eléctrica se vuelve cada vez más vulnerable a fallas por fallas en los equipos, ataques intencionados o incluso actividad de manchas solares, el riesgo de una falla mayor en la red a escala nacional está aumentando. El despliegue de tecnologías renovables generalmente aumenta la diversidad de las fuentes de electricidad y, a través de la generación local, contribuye a la flexibilidad del sistema y su resistencia a los choques centrales. La AIE sugiere que la atención en esta área se ha centrado demasiado en el tema de la variabilidad de la producción de electricidad renovable. Sin embargo, esto solo se aplica a ciertas tecnologías renovables, principalmente la energía eólica y la energía solar fotovoltaica, y su importancia depende de una serie de factores que incluyen la penetración en el mercado de las energías renovables en cuestión, el equilibrio de la planta y la conectividad más amplia del sistema, como la flexibilidad lado de la demanda. La variabilidad rara vez será una barrera para un mayor despliegue de energía renovable. Pero a altos niveles de penetración en el mercado, requiere un análisis y administración cuidadosos, y pueden requerirse costos adicionales para la copia de seguridad o la modificación del sistema.
 

El suministro de electricidad renovable en el rango de penetración del 20-50% ya se ha implementado en varios sistemas europeos, aunque en el contexto de un sistema de red europeo integrado: 
 En 2010, cuatro estados alemanes, que sumaban un total de 10 millones de personas, dependían de la energía eólica para el 43-52% de sus necesidades anuales de electricidad. Dinamarca no se queda atrás, ya que suministra el 22% de su energía del viento en 2010 (26% en un año eólico promedio). La región de Extremadura en España está obteniendo hasta un 25% de su electricidad de la energía solar, mientras que todo el país satisface el 16% de su demanda de energía eólica. Solo durante 2005-2010, Portugal saltó del 17% al 45% de electricidad renovable. 
Minnkota Power Cooperative, la principal empresa de servicios eólicos de EE. UU. en 2009, suministró el 38% de sus ventas minoristas.
El físico Amory Lovins dijo que después de cientos de apagones en 2005, Cuba reorganizó su sistema de transmisión de electricidad en microrredes en red y redujo la ocurrencia de apagones a cero dentro de dos años, limitando los daños incluso después de dos huracanes. Las microrredes conectadas a la isla conectadas en red describen la visión de Lovins donde la energía se genera localmente a partir de energía solar, energía eólica y otros recursos y es utilizada por edificios súper eficientes. Cuando cada edificio, o vecindario, está generando su propia energía, con enlaces a otras "islas" de energía, la seguridad de toda la red se mejora considerablemente.

## Central combinada
La planta de energía combinada, un proyecto que vincula 36 instalaciones eólicas, solares, de biomasa e hidroeléctricas en toda Alemania, ha demostrado que una combinación de fuentes renovables y un control más efectivo pueden equilibrar las fluctuaciones de energía a corto plazo y proporcionar electricidad confiable con un 100 por ciento de energía renovable.

## Impacto de los Derechos de Disputas de Inversionistas Extranjeros
Se ha argumentado que los derechos de resolución de disputas entre inversionistas y el estado pueden otorgar a los inversionistas en industrias intensivas en carbono un mecanismo para inhibir las políticas gubernamentales que promueven tecnologías de energía renovable. Sin embargo, el impacto de la solución de controversias a través del arbitraje o la negociación internacional también se considera una herramienta útil para fomentar la inversión en energía sostenible y abordar los problemas relacionados con la seguridad, las amenazas ambientales y el desarrollo sostenible.